# 지바현도 제77호선
지바현도 제77호선(일본어: 千葉県道77号富里酒々井線, 지바현도 제77호 도미사토 시스이 선)은 지바현 도미사토시에서 인바군 시스이정까지 이르는 현도(주요 지방도)이다.

## 개요
본시부터 이 도로는 나리타 가도의 시스이에서 구주쿠리 해변 방면으로 직진하고 있는 부분이지만, 우측 방면과 합류되어 있는 지바현도 제45호선을 좌회전하고 있는 곳은 현도로 지정되어 있지 않는다.

### 노선 데이터
- 기점 : 지바현 도미사토시 도쿠라
- 종점 : 지바현 인바군 시스이정 시모다이
- 총 연장 : 11.0 km

## 통과하는 지자체
- 지바현
  - 도미사토시
  - 야치마타시
  - 인바군 시스이정

## 교차하는 도로
- 지바현도 제45호선
- 지바현도 제43호선
- 국도 제296호선 (일본)(일본어판)
- 국도 제409호선 (일본)(일본어판)